# فرانك فارلي
فرانك فارلي (بالإنجليزية: Frank Farrelly)‏ هو عامل اجتماعي وعالم نفس أمريكي، ولد في 26 أغسطس 1931 في سانت لويس في الولايات المتحدة، وتوفي في 10 فبراير 2013 في ماديسون في الولايات المتحدة.